# Sanguisorba minor

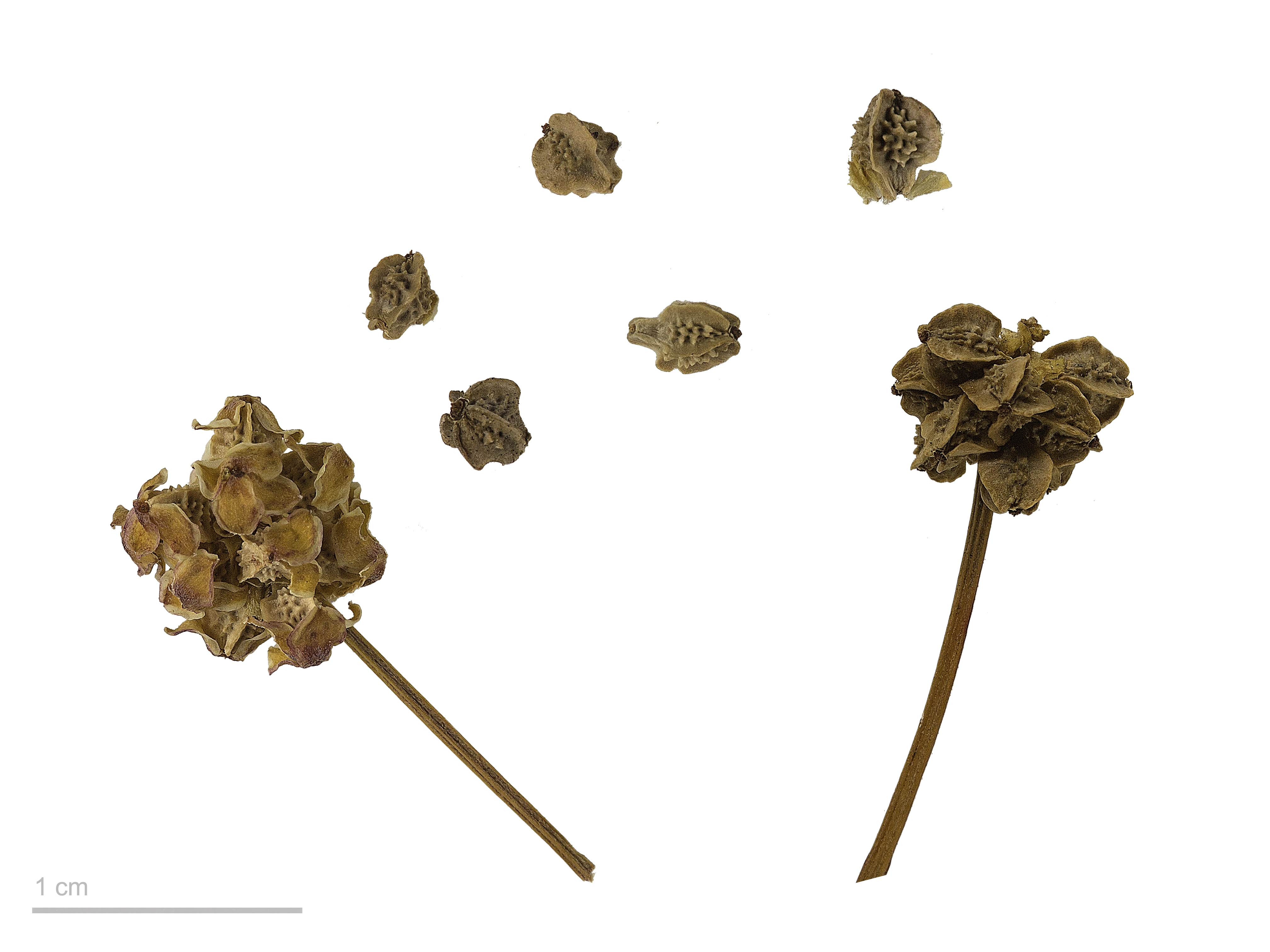
Sanguisorba minor - MHNT

Sanguisorba minor é uma espécie de planta com flor pertencente à família Rosaceae. 
A autoridade científica da espécie é Scop., tendo sido publicada em Flora Carniolica, Editio Secunda 1: 110. 1771.

## Portugal
Trata-se de uma espécie presente no território português, nomeadamente os seguintes táxones infraespecíficos:
- Sanguisorba minor subsp. balearica - presente em Portugal Continental. Em termos de naturalidade é nativa da região atrás referida. Não se encontra protegida por legislação portuguesa ou da Comunidade Europeia.
- Sanguisorba minor subsp. minor - presente em Portugal Continental. Em termos de naturalidade é nativa da região atrás referida. Não se encontra protegida por legislação portuguesa ou da Comunidade Europeia.